# Hygrophilinae
Hygrophilinae, podtribus u porodici primogovki, dio tribusa Ruellieae, potporodica Acanthoideae. Sastoji se od 2 roda sa 90 vrsta u tropskim krajevima Amerike, Azije i Afrike. 

## Etimologija
Ime podplemena potječe od njegovog tipskog roda Hygrophila R.Br., 1810 čije ime potječe od dvije grčke riječi hygros (= vlažan, voda, mokar) i philos (= prijatelj, naklonjen, pun ljubavi), tj. biljke vlažnog ili mokrog staništa.

## Rodovi
1. Subtribus Hygrophilinae  T.Anderson
  1. Hygrophila R.Br. (75 spp.)
  2. Brillantaisia Beauverd (15 spp.)

## Vanjske poveznice
Photos of Subtribe Hygrophilinae